# 第三者 (愛情)
第三者是指在一对一且承诺排他的「愛情或婚姻關係」之外，与该关系其中一方自願发生性关系或浪漫關係的人。
女性第三者俗稱小三，男性第三者俗稱小王。已婚者的男性第三者稱為“情夫”，其中面容姣好者在中國俗稱“小白臉”。已婚者的女性第三者稱為“情婦”，在中國俗稱“二奶”，當中美艷者又被谑稱為“狐狸精”或“邪花”，指她們像狐狸那樣迷惑男性。

## 文化表徵
在盛行單一伴侶的文化當中，愛情和婚姻一般是「二人世界」，容不下第三者。第三者可能會威脅二人世界的和諧，甚至分手。交往已婚者的第三者被指責會破壞別人的家庭幸福，影響夫妻關係。而有的已婚者會用配偶的财产供養第三者，婚内所生的非婚生子女讓不知情的丈夫扶養。也有很多人認為外遇屬於私德問題，不應以刑法規範，積極推行通姦除罪化，配偶仍可循民事途徑索償。
一些通俗雜誌、媒體專以已婚或有穩定伴侶的名人有第三者的事闻，作為銷量、收視的保證。政界及娛樂圈的明星等名人的婚外情富有舆论效果，甚者被人質疑誠信，演變成性醜聞。